# Pic du Milieu
Pour les articles homonymes, voir Milieu.
Le pic du Milieu (en espagnol : pico del Medio) est un sommet des Pyrénées situé sur la crête de pics de plus de 3 000 m et marque la frontière franco-espagnole. Il culmine à une altitude de 3 128 m.

## Géographie
Administrativement, le pic du Milieu dépend côté français de la région Occitanie, département des Hautes-Pyrénées, et côté espagnol de la communauté autonome d'Aragon, province de Huesca.

### Hydrographie
Le sommet délimite la ligne de partage des eaux entre le bassin de l'Adour, qui se déverse dans l'Atlantique côté nord, et le bassin de l'Èbre, qui coule vers la Méditerranée côté sud.

### Géologie
Le sommet est composé de pélites calcareuses et calcaires datant du Praguien - Emsien.